# Métualis
Les Métualis ou Amédiens (en arabe : بنو مُتَوال Banu Mutawal, en dialecte libanais : Mtawleh) sont un groupe ethnico-religieux chiite du Liban et de la Galilée.
Ils forment un tiers de la population du Bas-Liban. Ils seraient d'origine perse.

## Dénominations et étymologie
Leur nom a été orthographié en français sous les formes Métaoulé, Métouali, Metaouilieh, Mitaouli, Mouteouli, Motuali, Mutawali. Ils ont aussi été appelés Amédiens.
Métoualis est la transcription européenne de متَّوالي, au pluriel مَتاوَلةَ. A cette appellation populaire, les Métoualis substituent celle de Sï'ites ou de Ga'farites ; cette dernière dérivée Ja'far as-Sâdiq, le sixième dans la série des imams reconnus par les Imâmites purs ou Duodécimans, et considéré par eux comme l’auteur de leur « madhab » juridique.
Le Professeur Margoliouth l'obscure » l’origine du nom de Métoualis. Exégèse philologique du P. Gagarin S. J. : « Les Métoualis sont des musulmans de la secte d’Ali. Du temps du Bas-Empire, on les appelait les partisans d’Ali, les μετά 'Αλι . Le nom leur est resté ».
Le nom de Métualis est également utilisé pour les chiites duodécimains installés à Damas mais pas ailleurs en Syrie comme Homs, Hamat ou Alep. Ils s'appelaient initialement Banu Mutawal à la fin du XVIIe ou au début du XVIIIe siècle.
Pour Mariti , « les Metuales ou Mutuales doivent leur nom à Mutual, célèbre capitaine. Or un tel capitaine n’a pas laissé de trace, en dépit de sa prétendue célébrité. Selon Henri Lammens la vérité est que dans les anciens chants populaires des Métoualis revient fréquemment le refrain : نحن بنو مُتَوال (« Nous sommes les Banoû Motawâl »).
Dans ses Voyages, le vieil explorateur Paul Lucas parle tantôt des « Amèdiens » et tantôt des « Métualis ».
Le chevalier d’Arvieux, dans ses Mémoires (II, 399) les désigne sous le nom de « Metoualin ou Metaovile ».
Volney s’étonne que le nom des Métoualis « n’ait pas paru avant ce siècle [XVIIIe siècle] dans les livres ».
Les Métoualis sont appelés en arabe بنو متوال dans une histoire inédite du grand émir Basïr, publiée par la Revue syrienne المجلة السورية d’Alexandrie.
D'après une hypothèse leur nom dérivait du nom que se donnaient les habitants chiites de Jabal Amil dans la région de Baalbek.
La Roque, qui parlait de leur pays, il y a moins de cent ans, ne les désigne que par celui « d’Amédiens ». Ces Amèdiens représentent la transcription française de l’arabe « Hamâdyya ». C’est le nom des féodaux ou cheikhs métoualis qui, du XVIe au XVIIIe siècle, ont dominé dans le nord du Liban. Tannoüs Sidiâq leur a consacré des écrits.

## Histoire
Cette population passe en Syrie pour être, ainsi que les Ansariés, apparentée aux Kurdes. Comme eux, ils seraient originaires de Mésopotamie, et ne se seraient acheminés vers l'ouest qu'à l'époque de Saladin. Cette origine et cette parenté sont vraisemblables, mais ils semblent être installés en Syrie depuis bien plus longtemps.
Dans les lettres de Paul Casanova à Gaillardot, Casanova avance l'hypothèse que les Métualis soient les débris de la secte des Assassins.
Les Métualis prétendent tirer leur origine de Sabo, dont le nom pourrait être à Sabbah du nom de Hassan Ibn Sabbah, fondateur de la secte des Assassins.
Ils jouissaient d'une autonomie limitée vis-à-vis des émirs du Liban à la fin du XVIIe siècle, sous leurs propres chefs, les An Nassar, les Banu Harfuix et les Al Hamada. En 1926, les Mutawali ont été reconnus comme un madhhab indépendant avec les mêmes juges et tribunaux. Ils ont participé aux milices chiites qui se sont formées à partir de 1975.
À l'époque des croisades ils possédaient neufs citadelles en Syrie : Qadamous, Kahf, Masyâf, Khawâbi, Rosafah, Qahir, Maïnaqah, Ollaïqah, Marqab.
Une partie des Métualis ayant fait part de la communauté des Kasraouanites, les Métualis  ont été touchés par le massacre des Kasraouanites, à la suite de quoi l'expansion des Métualis est elle aussi entravée pour longtemps.
Les Métualis étaient maîtres de Balbek vers le seizième siècle ; leur tribu, en grandissant, s’étendit d’abord sur les flancs de l’Anti-Liban, autour du désert de Bkâ ; ils le traversèrent plus tard, et se mêlèrent aux Druzes dans cette partie de montagnes qui règne entre Tyr et Saïde ; l’émir Yousef, inquiet de leur voisinage, arma les Druzes contre eux, et les repoussa du côté de Saphadt et des montagnes de Galilée : Daher, pacha d’Acre, les accueillit et fit alliance avec eux en 1760 ; ils étaient déjà assez nombreux pour lui fournir dix mille cavaliers. À cette époque, ils s’emparèrent des ruines de Tyr, village au bord de la mer, appelé maintenant Sour ; ils combattirent vaillamment les Druzes, et défirent complètement l’armée de l’émir Yousef, forte de vingt-cinq mille hommes ; ils n’étaient eux-mêmes que cinq cents, mais la rage et la vengeance en firent autant de héros, et les querelles intestines qui divisaient les Druzes entre l’émir Mansour et l’émir Yousef contribuèrent aux succès des Métualis ; ils abandonnèrent Daher, pacha d’Acre, et leur abandon causa sa perte et sa mort : Djezzar-Pacha, son successeur, s’en vengea cruellement sur eux.
Depuis 1777, Djezzar-Pacha, maître de Saïde et d’Acre, travailla sans relâche à la destruction de ce peuple : ces persécutions les contraignirent à se réconcilier avec les Druzes ; ils rentrèrent dans le parti de l’émir Yousef, et, quoique réduits à sept ou huit cents combattants, ils firent plus dans cette campagne, pour la cause commune, que les vingt mille Druzes et Maronites réunis à Deir-el-Kamar ; ils s’emparèrent seuls de la forteresse de Mar-Djebba, et  passèrent huit cents Arnautes au fil de l’épée ; chassés de Balbek l’année suivante après une résistance désespérée, ils se réfugièrent, au nombre de cinq à six cents familles, parmi les Druzes et les Maronites ; ils redescendirent plus tard dans cette vallée, et occupent encore aujourd’hui les ruines d’Héliopolis ; mais la plus grande partie de la nation est restée sur les pentes et dans les vallées du Liban, du côté de Sour. La principauté de Balbek a été, dans ces derniers temps, le sujet d’une lutte acharnée entre deux frères de la famille Harfousch, Djadjha et Sultan ; ils se sont dépossédés tour à tour de ce monceau de débris, et ont perdu dans cette guerre plus de quatre-vingts personnes de leur propre famille. Depuis 1810, l’émir Djadjha a régné définitivement sur Balbek.

## Lieux de peuplement et nombre de la population
Les Métualis ont peuplé la Célé-Syrie.
En 1832-1833, l'historien Lamartine avançait que les Métualis, avec les Druzes et les Maronites formaient la principale population du Liban,,.
Ils ont aussi occupé, au milieu des Maronites, une petite vallée du versant opposé du Liban qui fait face à la mer, où ils étaient au nombre de 5000 à 6000 en 1860.
Ils s’étendaient au sud, dans les districts de Saïda, de Sour, jusqu’auprès de Saint-Jean-d’Acre, au nord, dans la plaine de Baalbek, et sur tout le versant est du Liban.
Ernest Chantre notifie en 1895 : « Les Metouali habitent essentiellement la vallée de Léontès et la plaine de la Bekaa, surtout dans le district de Bscharrah. C'est dans cette région que j'ai eu, en 1881, l'occasion de visiter des Metouali à Nino Allagah, petit village situé entre Ghtora et Baalbeck, mais il ne m'a pas été possible à cette époque de photographier un seul individu de cette nation, encore moins de chercher à les mesurer.
On trouve également des familles Metouali sur la côte syrienne de la Méditerranée, à Saïda, puis aux environs à Hanaouéh. Ils viennent fréquemment à Beyrouth [...] ».

## Toponymie
Zghorta el-Métaoulé est un toponyme au Liban dont le nom provient des Métoualis.